# Андреас Недль
Андреас Недль (нім. Andreas Nödl, нар. 28 лютого 1987, Відень) — колишній австрійський хокеїст, крайній нападник.

## Ігрова кар'єра
Хокейну кар'єру розпочав 2004 року в ХЛСШ виступами за команду «Су-Фолс Стампід».
2006 року був обраний на драфті НХЛ під 39-м загальним номером командою «Філадельфія Флаєрс».
З 2006 по 2008 виступав за університетську команду з міста Сент-Клауд.
З 2007 по 2012 чергував виступи за клуби АХЛ та «Філадельфія Флаєрс». Ще один сезон відіграв з перервами за іншу команду НХЛ «Кароліна Гаррікейнс».
До 2014 виступав за різноманітні австрійські клуби «ТВК Інсбрук», «Клагенфурт», «Зальцбург».
Перед сезоном 2014/15 уклав контракт зі столичним клубом «Відень Кепіталс».
Був гравцем молодіжної збірної Австрії та юніорської збірної Австрії. У складі національної збірної виступав на чемпіонаті світу та Олімпійських іграх в Сочі.

## Статистика

### Клубні виступи
| Сезон        | Клуб                  | Ліга         | Регулярний сезон | Регулярний сезон | Регулярний сезон | Регулярний сезон | Регулярний сезон | Плей-оф | Плей-оф | Плей-оф | Плей-оф | Плей-оф |
| Сезон        | Клуб                  | Ліга         | І                | Г                | П                | О                | ШХ               | І       | Г       | П       | О       | ШХ      |
| ------------ | --------------------- | ------------ | ---------------- | ---------------- | ---------------- | ---------------- | ---------------- | ------- | ------- | ------- | ------- | ------- |
| 2004–05      | «Су-Фолс Стампід»     | ХЛСШ         | 44               | 7                | 9                | 16               | 24               | —       | —       | —       | —       | —       |
| 2005–06      | «Су-Фолс Стампід»     | ХЛСШ         | 58               | 29               | 30               | 59               | 16               | 14      | 6       | 9       | 15      | 6       |
| 2006–07      | Сент-Клауд            | НКАА         | 40               | 18               | 28               | 46               | 32               | —       | —       | —       | —       | —       |
| 2007–08      | Сент-Клауд            | НКАА         | 40               | 18               | 26               | 44               | 22               | —       | —       | —       | —       | —       |
| 2007–08      | «Філадельфія Фантомс» | АХЛ          | 3                | 1                | 0                | 1                | 0                | 10      | 1       | 0       | 1       | 2       |
| 2008–09      | «Філадельфія Фантомс» | АХЛ          | 39               | 6                | 14               | 20               | 20               | 4       | 0       | 1       | 1       | 2       |
| 2008–09      | «Філадельфія Флаєрс»  | НХЛ          | 38               | 1                | 3                | 4                | 2                | —       | —       | —       | —       | —       |
| 2009–10      | «Адірондак Фантомс»   | АХЛ          | 65               | 14               | 20               | 34               | 24               | —       | —       | —       | —       | —       |
| 2009–10      | «Філадельфія Флаєрс»  | НХЛ          | 10               | 0                | 1                | 1                | 0                | 10      | 0       | 0       | 0       | 0       |
| 2010–11      | «Філадельфія Флаєрс»  | НХЛ          | 67               | 11               | 11               | 22               | 16               | 2       | 0       | 0       | 0       | 0       |
| 2011–12      | «Філадельфія Флаєрс»  | НХЛ          | 12               | 0                | 1                | 1                | 2                | —       | —       | —       | —       | —       |
| 2011–12      | «Кароліна Гаррікейнс» | НХЛ          | 48               | 3                | 4                | 7                | 6                | —       | —       | —       | —       | —       |
| 2012–13      | «ТВК Інсбрук»         | Австрія      | 17               | 4                | 11               | 15               | 26               | —       | —       | —       | —       | —       |
| 2012–13      | «Шарлотт Чекерс»      | АХЛ          | 6                | 1                | 4                | 5                | 0                | —       | —       | —       | —       | —       |
| 2012–13      | «Кароліна Гаррікейнс» | НХЛ          | 8                | 0                | 1                | 1                | 2                | —       | —       | —       | —       | —       |
| 2013–14      | «Зальцбург»           | Австрія      | 6                | 0                | 4                | 4                | 2                | —       | —       | —       | —       | —       |
| 2013–14      | «Клагенфурт»          | Австрія      | 31               | 8                | 6                | 14               | 18               | —       | —       | —       | —       | —       |
| 2014–15      | «Відень Кепіталс»     | Австрія      | 42               | 10               | 12               | 22               | 38               | 15      | 2       | 3       | 5       | 24      |
| 2015–16      | «Відень Кепіталс»     | Австрія      | 54               | 14               | 15               | 29               | 61               | 5       | 1       | 1       | 2       | 6       |
| 2016–17      | «Відень Кепіталс»     | Австрія      | 54               | 12               | 19               | 31               | 20               | 12      | 3       | 5       | 8       | 0       |
| Усього в НХЛ | Усього в НХЛ          | Усього в НХЛ | 183              | 15               | 21               | 36               | 28               | 12      | 0       | 0       | 0       | 0       |

### Збірна
| Рік                        | Команда                    | Турнір                     | Місце                      | І  | Г | П | О  | ШХ |
| -------------------------- | -------------------------- | -------------------------- | -------------------------- | -- | - | - | -- | -- |
| 2003                       | Австрія                    | ЮЧС18                      | 19-е                       | 5  | 2 | 2 | 4  | 4  |
| 2004                       | Австрія                    | МЧС                        | 9-е                        | 6  | 0 | 0 | 0  | 0  |
| 2004                       | Австрія                    | МЧС18                      | 15-е                       | 5  | 2 | 3 | 5  | 26 |
| 2005                       | Австрія                    | МЧС                        | 14-е                       | 5  | 2 | 2 | 4  | 39 |
| 2005                       | Австрія                    | МЧС18                      | 19-е                       | 4  | 1 | 1 | 2  | 16 |
| 2009                       | Австрія                    | ЧС                         | 14-е                       | 4  | 0 | 1 | 1  | 4  |
| 2014                       | Австрія                    | ОІ                         | 10-е                       | 4  | 0 | 0 | 0  | 0  |
| Молодіжна/юніорська збірна | Молодіжна/юніорська збірна | Молодіжна/юніорська збірна | Молодіжна/юніорська збірна | 25 | 7 | 8 | 15 | 85 |
| Національна збірна         | Національна збірна         | Національна збірна         | Національна збірна         | 8  | 0 | 1 | 1  | 4  |